# Soconusco
Soconusco je region v jižní části mexického státu Chiapas. Nachází se mezi pobřežím Tichého oceánu a pohořím Sierra Madre de Chiapas, které dosahuje nadmořské výšky přes čtyři tisíce metrů. Na jihovýchodě teče řeka Suchiate, tvořící mexicko-guatemalskou hranici. Region má rozlohu 5827 km² a žije v něm okolo 677 000 obyvatel, hlavním městem je Tapachula.

## Historie
Název pochází z výrazu Xoconochco, což v jazyce nahuatl znamená „země hořkého nopálu“. Již před čtyřmi tisíci lety zde vzkvétala kultura Mokaya, později v oblasti žili Olmékové a Mayové. Roku 1486 se stala součástí Aztécké říše, za španělské nadvlády byla součástí Generálního kapitanátu Guatemala. Po vyhlášení nezávislosti hispanoamerických zemí se Soconusco stalo sporným územím, od roku 1823 patřilo Federativní republice Střední Ameriky. V roce 1842 dobyl kraj generál Antonio López de Santa Anna a připojil jej k Mexiku, což stvrdila dohoda mezi oběma státy podepsaná v roce 1882. Přírodní bohatství do regionu přilákalo německé, japonské a čínské přistěhovalce.

## Přírodní podmínky
Díky úrodné půdě a tropickému podnebí patří Soconusco k nejvýznamnějším zemědělským oblastem Mexika, kde se pěstuje kávovník, kakaovník, cukrová třtina, mango, banánovník, papája, rambutan, kukuřice a kastila. Na mořském pobřeží nedaleko Mazatánu se nachází biosférická rezervace La Encrucijada s rozsáhlými mangrovy. V horských lesích žijí trogoni.